# Petr Hruška (kajakář)
Petr Hruška (* 30. srpna 1971 Uherské Hradiště) je bývalý český rychlostní kanoista, který závodil na kajaku.
V mládí bydlel v Ostrožské Nové Vsi, kde se stal členem Klubu kanoistů ONV. Působil zde až do svých 15 let, kdy odjel do Prahy a stal se členem TJ Dukla Praha. Za největší úspěch v jeho kariéře se považuje 7. místo na Letních olympijských hrách v Barceloně roku 1992. Účastnil se také Letních olympijských her v Atlantě roku 1996, kde se probojoval až do semifinále a obsadil 12. místo. Nejvíce úspěchů zaznamenal v kategorii K2 s René Kučerou. S profesionální sportovní kariérou skončil v roce 2001 ve svých 30 letech.

## Kariéra
| Rok  | Umístění  | Akce    | Místo konání | Disciplína | Složení lodi                 |
| ---- | --------- | ------- | ------------ | ---------- | ---------------------------- |
| 1991 | 1. místo  | MR ČSFR | Račice       | K4 500 m   | Turza, Hruška, Bautz, Kučera |
| 1992 | 1. místo  | MR ČSFR | Račice       | K2 1000 m  | Hruška, Kučera               |
| 1992 | 7. místo  | LOH     | Barcelona    | K2 1000 m  | Hruška, Kučera               |
| 1993 | 4. místo  | MS      | Kodaň        | K2 1000 m  | Hruška, Kučera               |
| 1993 | 8. místo  | MS      | Kodaň        | K2 10000 m | Hruška, Kučera               |
| 1993 | 1. místo  | MR ČSFR | Račice       | K2 1000 m  | Hruška, Kučera               |
| 1993 | 1. místo  | MR ČSFR | Račice       | K2 10000 m | Hruška, Kučera               |
| 1993 | 1. místo  | MR ČSFR | Račice       | K2 500 m   | Hruška, Kučera               |
| 1994 | 4. místo  | MS      | Mexico City  | K2 1000 m  | Hruška, Kučera               |
| 1994 | 9. místo  | MS      | Mexico City  | K2 200 m   | Hruška, Kučera               |
| 1995 | 4. místo  | MS      | Duisburg     | K2 500 m   | Hruška, Kučera               |
| 1995 | 8. místo  | MS      | Duisburg     | K2 1000 m  | Hruška, Kučera               |
| 1995 | 4. místo  | MS      | Duisburg     | K2 500 m   | Hruška, Kučera               |
| 1996 | 12. místo | LOH     | Atlanta      | K2 1000 m  | Hruška, Kučera               |

Na Letních olympijských hrách v Barceloně roku 1992 dojeli ve finále s časem 3:23,12. Zatímco na Letních olympijských hrách v Atlantě roku 1996 dojeli v semifinále s časem 3:21,384.